# Ormoy-le-Davien
Ormoy-le-Davien és un municipi francès, situat al departament de l'Oise i a la regió dels Alts de França. L'any 2007 tenia 278 habitants.

## Demografia

### Població
El 2007 la població de fet d'Ormoy-le-Davien era de 278 persones. Hi havia 87 famílies de les quals 9 eren unipersonals (9 homes vivint sols), 23 parelles sense fills, 46 parelles amb fills i 9 famílies monoparentals amb fills.
La població ha evolucionat segons el següent gràfic:
Habitants censats

### Habitatges
El 2007 hi havia 96 habitatges, 86 eren l'habitatge principal de la família, 3 eren segones residències i 7 estaven desocupats. 94 eren cases i 1 era un apartament. Dels 86 habitatges principals, 67 estaven ocupats pels seus propietaris, 16 estaven llogats i ocupats pels llogaters i 3 estaven cedits a títol gratuït; 2 tenien dues cambres, 9 en tenien tres, 22 en tenien quatre i 53 en tenien cinc o més. 79 habitatges disposaven pel capbaix d'una plaça de pàrquing. A 33 habitatges hi havia un automòbil i a 52 n'hi havia dos o més.

### Piràmide de població
La piràmide de població per edats i sexe el 2009 era:
| Homes | Edats   | Dones |
| ----- | ------- | ----- |
| 0     | 95 o +  | 0     |
| 0     | 90 a 94 | 0     |
| 0     | 85 a 89 | 0     |
| 4     | 80 a 84 | 0     |
| 0     | 75 a 79 | 8     |
| 4     | 70 a 74 | 0     |
| 0     | 65 a 69 | 0     |
| 0     | 60 a 64 | 0     |
| 4     | 55 a 59 | 0     |
| 4     | 50 a 54 | 8     |
| 8     | 45 a 49 | 4     |
| 16    | 40 a 44 | 16    |
| 4     | 35 a 39 | 4     |
| 4     | 30 a 34 | 8     |
| 8     | 25 a 29 | 12    |
| 0     | 20 a 24 | 4     |
| 12    | 15 a 19 | 4     |
| 8     | 10 a 14 | 8     |
| 8     | 5 a 9   | 4     |
| 12    | 0 a 4   | 4     |

## Economia
El 2007 la població en edat de treballar era de 175 persones, 141 eren actives i 34 eren inactives. De les 141 persones actives 127 estaven ocupades (74 homes i 53 dones) i 14 estaven aturades (3 homes i 11 dones). De les 34 persones inactives 7 estaven jubilades, 10 estaven estudiant i 17 estaven classificades com a «altres inactius».

### Ingressos
El 2009 a Ormoy-le-Davien hi havia 95 unitats fiscals que integraven 304 persones, la mediana anual d'ingressos fiscals per persona era de 19.759 €.

### Activitats econòmiques
Dels 5 establiments que hi havia el 2007, 3 eren d'empreses de construcció, 1 d'una empresa d'informació i comunicació i 1 d'una empresa de serveis.
Dels 2 establiments de servei als particulars que hi havia el 2009, 1 era una fusteria i 1 electricista.
L'any 2000 a Ormoy-le-Davien hi havia 3 explotacions agrícoles.

## Equipaments sanitaris i escolars
El 2009 hi havia una escola elemental integrada dins d'un grup escolar amb les comunes properes formant una escola dispersa.

## Poblacions més properes
El següent diagrama mostra les poblacions més properes.